# Yuraygir-Nationalpark
Der Yuraygir-Nationalpark ist ein Nationalpark im Nordosten des australischen Bundesstaates New South Wales, 523 km nördlich von Sydney und rund 35 km östlich von Grafton.
Der Nationalpark erstreckt sich von der Mündung des  Clarence River im Norden bis zum Corindi River im Süden. Die 60 km Küste sind das längste Küstenstück in New South Wales, das sich noch in natürlichem Zustand befindet. Es besteht aus Klippen, felsigen Landzungen, verlassenen Stränden und Flussmündungen. Landeinwärts findet man Wälder, Heidelandschaften, Sümpfe und Lagunen. Es herrscht ein warmes, subtropisches Klima mit einer jährlichen Niederschlagsmenge von 1250 mm, der größtenteils in den Sommermonaten fällt. Die Temperaturen liegen bei 20–26 °C im Januar und bei 9–20 °C im Juni.
Der Yuraygir-Nationalpark entstand 1980 aus der Zusammenlegung des Angourie-Nationalparks und des Red-Rock-Nationalparks mit einigen aufgeforsteten, früher landwirtschaftlich genutzten Flächen. Die ursprünglichen Landbesitzer waren die Aboriginesstämme der Gumbaingirr und der Yaegl.